# Elia Dalla Costa
Elia Dalla Costa (Villaverla, 14 de maio de 1872 - Florença, 22 de dezembro de 1961) foi um cardeal italiano, arcebispo-emérito de Florença.

## Biografia
Elia Dalla Costa foi o mais novo dos cinco filhos de Luigi Dalla Costa, um secretário comunitário, e Teresa Dal Balcon. Estudou no Seminário de Vicenza; depois, no Seminário de Pádua; e mais tarde, na Universidade de Pádua, onde se formou em Letras em 1897.
Ordenado ao sacerdócio em 25 de julho de 1895, no Duomo de Schio, por Antonio Feruglio, bispo de Vicenza. Atuou temporariamente como pároco de Villaverla. Estudos posteriores, 1895-1897. Professor de letras no Seminário de Vicenza. Cura de Pievebelvicino; e mais tarde, em 1902, pároco de Pozzoleone. Nomeado pároco da igreja paroquial de Schio em 10 de novembro de 1910; permaneceu lá até 1922. Durante a Primeira Guerra Mundial, prestou serviços humanitários aos soldados feridos e cuidou das crianças órfãs, sendo condecorado no final da guerra com a Croce di Cavaliere della Corona d'Italia e com um Diploma do Ministero delle Terre.
Foi nomeado pelo Papa Pio XI como bispo de Pádua em 25 de maio de 1923. Recebeu a ordenação episcopal no 2 de agosto seguinte, na catedral de Vicenza, por Ferdinando Rodolfi, bispo de Vicenza, tendo por principais co-consagradores Andrea Giacinto Longhin, bispo de Treviso, e Apollonio Maggio, bispo de Ascoli Piceno. Seu lema episcopal era Virtus ex alto. Foi instalado em 7 de outubro.
Em nove anos de episcopado, ele restaurou cinquenta paróquias que haviam sido destruídas durante a guerra. Realizou duas visitas pastorais às 400 paróquias da diocese. Interessou-se pela decoração e manutenção dos vários cemitérios de guerra. Defendeu a Ação Católica, sobretudo em 1925 e 1931, contra as ameaças do regime fascista, que estava determinado a dissolver os clubes juvenis não governamentais.
Elevado a arcebispo metropolita de Florença em 19 de dezembro de 1931. Também foi Administrador apostólico de Pádua, janeiro a maio de 1932.
Foi criado cardeal em 13 de março de 1933 pelo Papa Pio XI, com o título de cardeal-presbítero de S. Marco. Participou dos conclaves de 1939 e do 1958. Participou do conclave de 1939, que elegeu o Papa Pio XII, e do conclave de 1958, que elegeu o Papa João XXIII.
Também em Florença realizou pessoalmente quatro visitas pastorais às numerosas paróquias. Em 1933 celebrou o 1º Concílio Plenário Etrusco, onde foi legado papal, e em 1935 o seu 1º Sínodo Diocesano, seguido de um segundo em 1946. Realizou dois Congressos de Catequistas (1933 e 1940) e dois Congressos Eucarísticos Diocesanos (1937 e 1946). Construiu o Grande Seminário de Montughi em 1935. Ao fim da guerra, reconstruiu igrejas e reitorias destruídas ou danificadas, mas também cuidou da construção de novas igrejas.
Tentou renunciar em 1951, mas o Papa Pio XII rejeitou e manteve-o no cargo. Morreu de complicações pulmonares, em 1961, em Florença e jaz em uma das capelas laterais na Basílica di Santa Maria del Fiore. Em sua morte, era o mais velho cardeal do sagrado colégio.

## Ações na Segunda Guerra
Durante a Segunda Guerra Mundial, Arcebispo Elia Cardeal Dalla Costa fez o máximo durante o bombardeio da cidade, pessoalmente e através dos párocos, para ajudar os feridos e para lamentar e enterrar os mortos. Também atuou para salvar a vida dos presos políticos. Depois da Libertação, interveio contra toda a violência e injustiça, a favor dos que foram objeto da purga antifascista.
Quando da ocupação alemã, organizou uma rede de resgate de judeus na Itália central. Com a chamada Rede de Florença, abrigou clandestinamente em mosteiros e conventos em Florença e seus arredores vários judeus que tentavam escapar da deportação forçada, inclusive na própria residência episcopal. Pediu a ajuda do campeão de ciclismo Gino Bartali, que transportou documentos falsos feitos em Assis para Florença, permitindo salvar muitos perseguidos.
Em 2012, a organização Yad Vashem o nomeou como um Justo entre as Nações, pois mesmo sob risco de vida, ofereceu “refúgio a mais de 100 judeus da Itália e mais 220 de fora do país”.

## Processo de beatificação
Seu processo de beatificação foi aberto pela Arquidiocese de Florença em 22 de dezembro de 1981, no vigésimo aniversário de sua morte; a fase diocesana obteve validação em 19 de novembro de 1993. A sua “Positio super virtutibus” foi entregue em 2007 e examinada em 22 de dezembro de 2016 pelos consultores teológicos da Congregação para as Causas dos Santos. Finalmente, em 4 de maio de 2017, o Papa Francisco autorizou a promulgação do decreto com o qual o Cardeal Dalla Costa foi declarado Venerável.
Seu amigo, o prefeito de Florença Giorgio La Pira, com quem colaborou de perto, também foi declarado Venerável em 2018.